# Waldemar Schanz
Waldemar Schanz (* 9. August 1968 in Groß-Gerau) ist ein deutscher Doppeltrap- und Trap-Sportschütze und Diplom-Trainer.

## Leben und Karriere
Waldemar Schanz begann 1981 im Alter von 13 Jahren mit dem Wurfscheibenschießen, als sein Vater Waldemar Schanz sen. ihn mit zum Schießstand nahm, denn Waldemar Schanz sen. war selbst langjähriger hessischer Landesmeister und Bundesreferent Flinte des Deutschen Schützenbundes und wurde selbst im hohen Alter noch Vizeweltmeister im Wurfscheibenschießen mit der Perkussionsflinte (Vorderlader). Er legte die Grundsteine für seinen Sohn.
1985 begann Waldemar Schanz jun. seine Karriere mit der Berufung in den DSB-Kader, dem er durchgehend bis zu seinem Rücktritt 2014 angehörte. Sein letzter großer Wettkampf als Kaderschütze waren die ISSF-Weltmeisterschaften 2014 in Granada. Schanz wurde zweimal Vizeweltmeister, zweimal Europameister und durfte an drei Olympischen Spielen teilnehmen.
Auf nationaler Ebene ist Waldemar Schanz immer noch aktiv und konnte bis 2023 insgesamt 95 Medaillen in den Disziplinen Doppeltrap, Trap und Universaltrap verzeichnen, er wurde 58× Deutscher-Meister, 20× Vize-Meister und erhielt 17× Bronze und ist damit der erfolgreichste Flintenschütze (Trap, Doppeltrap & Skeet) bei Deutschen Meisterschaften, gefolgt von Silke Hüsing mit 48 Medaillen und Steffen Däbel mit 47 Medaillen.

## Internationale Erfolge
Olympische Spiele
Schanz nahm bei drei aufeinanderfolgenden Olympiaden in seiner Hauptdisziplin „Doppeltrap“ teil: Atlanta 1996, Sydney 2000 und Athen 2004. In Sydney nahm er zusätzlich in der Disziplin „Trap“ teil.
- Atlanta 1996 – Doppeltrap: In der Qualifikation traf er 122 von 150 Scheiben und belegte Platz 22 von insgesamt 35 Startern.
- Sydney 2000 – Doppeltrap: Nach dem Vorkampfergebnis von 136 getroffenen Scheiben unterlag Schanz im Shoot-Off dem Amerikaner Lance Bade um den Einzug ins Finale und wurde Siebter.
- Sydney 2000 – Trap: Mit 113 von 125 Scheiben belegte er Platz 13, zusammen mit dem Australier Russell Mark sowie Conny Persson aus Schweden.
- Athen 2004 – Doppeltrap: Bei seiner dritten Olympiade schaffte Schanz den Einzug ins Finale mit dem viertbesten Vorkampfergebnis (135/150). Im Finale schoss er das fünftbeste Ergebnis (40 Scheiben) und belegte damit Platz 6, da damals noch das Vorkampfergebnis dazu addiert wurde, und so hatte der fünftplatzierte Schwede Håkan Dahlby eine Scheibe mehr.

Weitere Erfolge verbuchte er bei Weltmeisterschaften (WCH), Europameisterschaften (ECH), Weltcups (WC) und den Deutschen Meisterschaften (DM).

## Auszeichnungen
- Silbernes Lorbeerblatt[1]